# Discomyza vorticis
Discomyza vorticis är en tvåvingeart som beskrevs av Becker 1903. Discomyza vorticis ingår i släktet Discomyza och familjen vattenflugor. Inga underarter finns listade i Catalogue of Life.